# Hara Toratane
Hara Toratane est un nom japonais traditionnel ; le nom de famille (ou le nom d'école), Hara, précède donc le prénom (ou le nom d'artiste).
Hara Toratane (原 虎胤, 1497-11 mars 1564) est l'un des 24 généraux de Shingen Takeda. Avant d'entrer au service du père de Shingen, Nobutora Takeda, c'était un vassal du clan Chiba de la province de Shimōsa.

## Biographie
En 1521, il participe à la défaite de Masashige Fukushima et acquiert la réputation d'être un des généraux Takeda les plus compétents. On disait notamment de lui qu'il pouvait utiliser dix ashigaru avec l'efficacité de cent samouraïs. En 1553, il déserte en faveur des Hōjō mais est rapidement forcé de revenir auprès de Shingen. Il participe aux batailles des Takeda dans la province de Shinano et en sera récompensé par le château de Hirase. Il sera blessé cinquante-trois fois en une trentaine de batailles et se retirera au château de Warikadake, en 1561, après avoir reçu de graves blessures dont il finira par mourir, le 11 mars 1564.